# ヴィクター・チャップマン
ヴィクター・エマニュエル・チャップマン（Victor Emmanuel Chapman, 1890年4月17日 - 1916年6月24日）は、アメリカ合衆国出身の軍人、飛行士。フランス系アメリカ人。第一次世界大戦において最初に戦死したアメリカ人飛行士としてその名を知られる。

## 若年期
1890年、ニューヨーク市にてエッセイストのジョン・ジェイ・チャップマンとその妻ミンナ・ティミンズ（Minna Timmins, 1898年没）の子として生を受ける。生後まもなくして父とともに渡仏し、フランスとアメリカの二重国籍者となった。
ヴィクターが10代の頃、父はエリザベス・チャンラー（Elizabeth Chanler）と再婚した。エリザベスはウィリアム・A・チャンラーの姉であり、アスター家とダドリー＝ウィンスロップ家の血を引いていた。その後、ヴィクターはハーバード大学に通うため一時アメリカへ帰国している。卒業後は再びヨーロッパへ渡り、フランスやドイツで過ごした。

## 第一次世界大戦

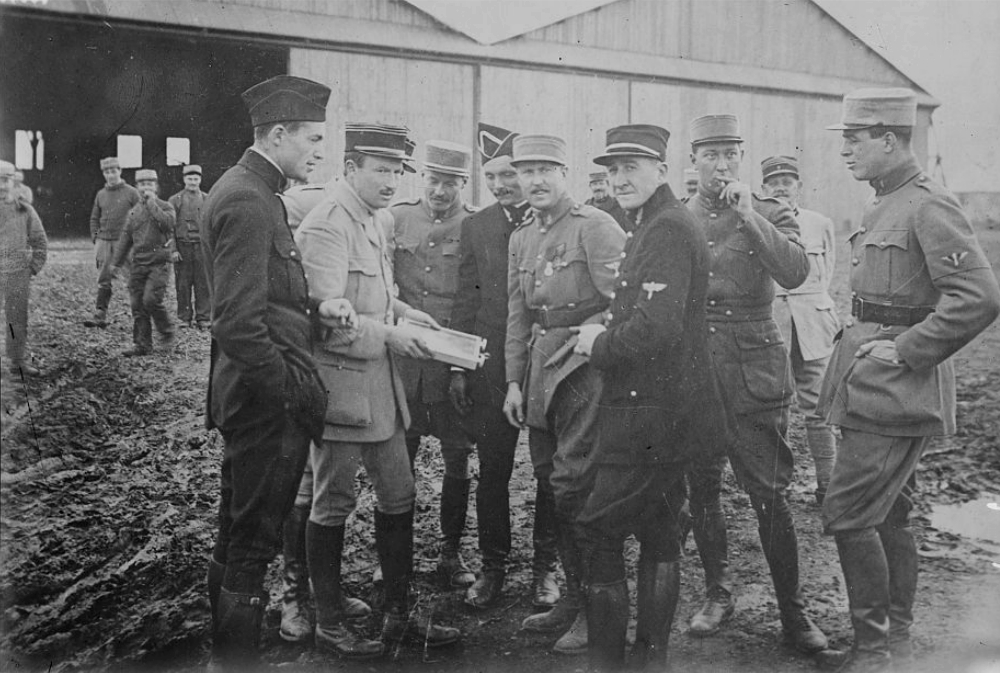
ラファイエット飛行中隊の飛行士たち。右端がチャップマン

第一次世界大戦が勃発すると、父ジョンはロンドンへと移住した。しかし、ヴィクター・チャップマンはフランスに留まり、1914年8月30日にはフランス外人部隊に入隊した。配属先は第3後方支援連隊（3rd March regiment）だった。前線での勤務中、彼は4人の外国人兵士と交友を深めた。「コール」（Kohl）と呼ばれていたポーランド人、そしてアラン・シーガー、ヘンリー・ファンズワース（Henry Fansworth）、デイヴィッド・キング（David King）の3人のアメリカ人である。このうち、コールは3人のアメリカ人の目前で、友人と歩いていたところに友軍の誤射を受け死亡したという。
コールの死後、チャップマンは2人の戦友、すなわちノーマン・プリンスおよびエリオット・コーディン（Elliot Cowdin）と共に戦闘機に搭乗する機会を得た。その後、チャップマンは陸軍航空隊（フランス空軍の前身）への転属を志願し、飛行学校にて飛行士資格を取得した。
チャップマンは第1飛行群（1st Aviation Group）の一員として複数の任務に従事し、軍曹（sergeant）まで昇進した。また、彼はアメリカ人飛行隊であるラファイエット飛行中隊（Lafayette Escadrille）の創設メンバーの1人でもある。1916年6月17日、チャップマンはヴェルダン上空を飛行中に4機のドイツ機による襲撃を受け、これに続く戦闘の最中、頭部に重傷を負った。この時に銃撃を行ったのは、当時4機の撃墜記録を有していたドイツ側の撃墜王ヴァルター・ヘーンドルフの乗機だった可能性が高いと言われている。チャップマンは無事に着陸を成し遂げ、ヘーンドルフには新たに1機の撃墜記録が加わった。療養中、チャップマンは戦友クライド・バルズリー（Clyde Balsley）もまた別の戦闘の際に負傷したことを知らされた。最後の飛行の直前、チャップマンは療養中のバルズリーに届けようと乗機にオレンジを積み込んでいたという。その後、ドゥオモン北方にてチャップマンはドイツ機による襲撃を受ける。これを指揮していたのは、ドイツ側の撃墜王でヘーンドルフの親友でもあったクルト・ヴィントゲンスであった。ヴィントゲンスの乗機ハルバーシュタット D.IIはチャップマンの乗機ニューポール 16に対して優位を保ち、やがてチャップマンは撃墜され戦死した。

## その後
チャップマンは軍人として多数の勲章等を受章した。彼は芸術や執筆活動にも興味を持っており、しばしば戦いの最中にインスピレーションを受け、父に宛てた手紙にそれらを書き記していた。死後、これらの手紙は『Letters from France』（フランスからの手紙）と題され書籍化された。父の友人でもあった作曲家チャールズ・マーティン・レフラーは、チャップマンを追悼するために『Music for Four Stringed Instruments 』（四弦楽器のための音楽）を発表した。チャップマンの遺体はムーズ＝アルゴンヌ米国人墓地に埋葬された。また、ニューヨーク市ベッドフォードのマタイ聖公会教会墓地（St. Matthew's Episcopal Churchyard）には、チャップマンを称える慰霊碑が建てられた。